# 虛構
虛構即憑空幻想，不存在於真實世界的事物，藝術中想像的產物，通常以文學、電影、漫畫等形式，創造出一個虛擬的世界和人物，來進行藝術創作或娛樂的產物。如：作家在創作過程中，依據生活邏輯，透過想象和撮合，創造出現實生活中不存在，但又合情合理的事物。
虛構常出現於不同的作品當中，如小說、劇作、電影、動漫畫等。為了與現實生活區別，作者會在作品中加上「本故事純屬虛構」、「如有雷同 實屬巧合」等字句，同時亦能防止受到不必要的法律爭拗。
虛構作品是一種高度創造性的藝術形式，其內容往往涉及到虛構的人物、地點、事件、時間等元素，並以此來編織出一個虛擬的世界觀。這種創造性的過程需要作者的想像力、文學表達能力和創作技巧等多方面的才能，因此虛構作品往往被視為是藝術中最具有創意和獨特性的一種形式。
虛構作品的種類繁多，包括小說、電影、漫畫、動畫、電視劇等。其中，小說是最具有代表性和廣泛影響力的一種虛構作品形式。小說以文字表達，往往包含了豐富的敘事和描寫，能夠深入描繪人物的內心世界和情感，讓讀者能夠深入感受到故事中所描繪的情節和世界觀。
虛構作品中的人物通常都是虛構的，但也可以是以現實人物為原型而創作的虛擬人物。這些虛擬人物具有自己獨特的個性、特點和故事情節，讓讀者能夠深入體驗到他們的生活、情感和經歷。
虛構作品的創作過程是一個相當嚴謹和複雜的過程。作者需要經過多次推敲、修改和校對，才能夠創造出一個完整、精美的作品。此外，虛構作品還需要考慮到故事的情節、人物的性格、世界觀的設計、敘事的節奏和懸念等因素，讓讀者能夠被故事所吸引並且深入體驗到作品所描繪的世界觀和情感。

## 虛構的意義
有些虛構的出現是由於不少現實事物不適合加入在內，或者現實生活不足以支撐作品背景內容。例如在著名兒童文學作品《愛麗絲夢遊仙境》中的「夢幻國度」，加入不少會說話的動物。通過這樣的設定，可以令作品中的情節推進得很順暢，因此這些虛構設定非常重要。
有時候作者會將現實中的事物改編在內容中，例如將老鼠改成米奇老鼠、貓改成多啦A夢等等。
另一方面，在現實生活中的一些事物已有版權，若沒有取得授權，在內容中提及則有侵權問題。因此作者為了省卻麻煩，通常直接設定虛構場景，而且避免現實人物和地方進入故事內。例如在遊戲Winning Eleven中，由於該作品未能與大部份版權持有人傾妥版權，因此遊戲中大部份出現的聯賽、球隊甚至球員的名字、隊徽等都是虛構的，只以影射形式建成。例如英格蘭超級聯賽（Barclays Premier League）使用English Premier League、歐洲聯賽冠軍盃（UEFA Champion League）使用European Champion League，而球隊阿仙奴更以North London Reds這樣影射出來。這樣的做法雖然可能令遊戲感降低，但對於生產商而言卻節省了大量版權費用。
不過所有事物都使用虛構設定，則可能會令內容說服力和話題性不足，例如哥斯拉襲擊日本時，作者亦會安排牠破壞東京鐵塔和東京都廳舍，若破壞的都是虛假建築物，確實會令震撼性不足，所以虛構作品亦需要適量設定真實內容，以增加投入感。

## 虛構事物現實化
虛構角色可能會因應市場反應和實際需要而現實化，例如在一些大型展覽如世界博覽會中，主辦單位會設定一些吉祥物，然後建造一系列的場景令這些虛構物現實化。而聖誕老人更是當中的代表，在現實上已有人成立「聖誕老人協會」、「聖誕老人村」等將聖誕老人這樣的虛構角色現實化，令一眾「相信聖誕老人」的人夢想成真。現時，將虛構角色和場景現實化已是非常普遍的商業行為，因為這類產品通常容易令人感到親切。
此外，有些時候在虛構作品中使用的「虛構設定」，實際上可能是作者故意暗示或影射現實，作者藉所謂的虛構作品將現實一些現象對號入座，有時候能起到諷刺時弊的作用。

## 表達類型

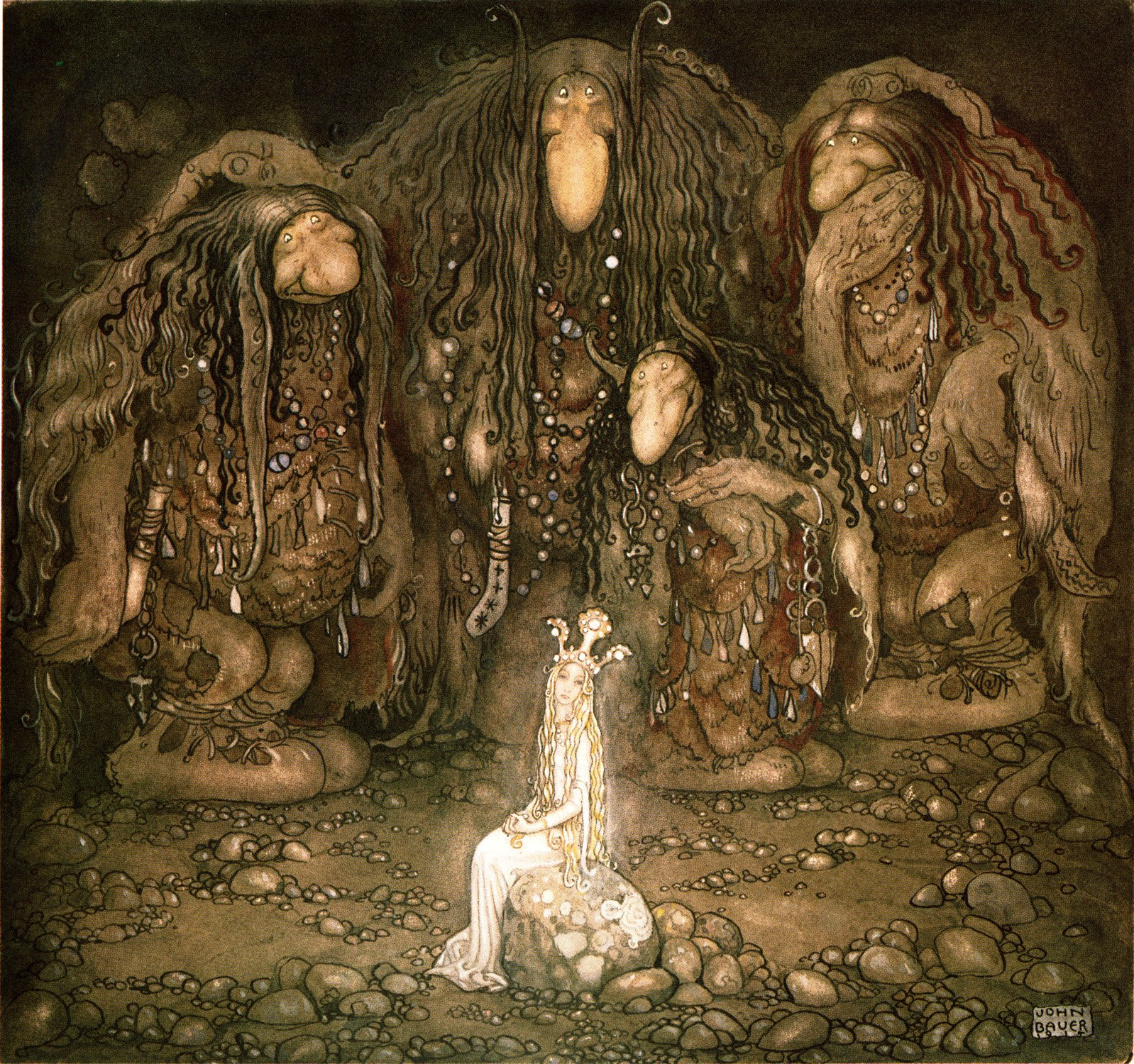
瑞典插畫家約翰·鮑爾為一本瑞典民間傳說和神話故事選集所繪製有關洞穴巨人的插畫(1915年)。

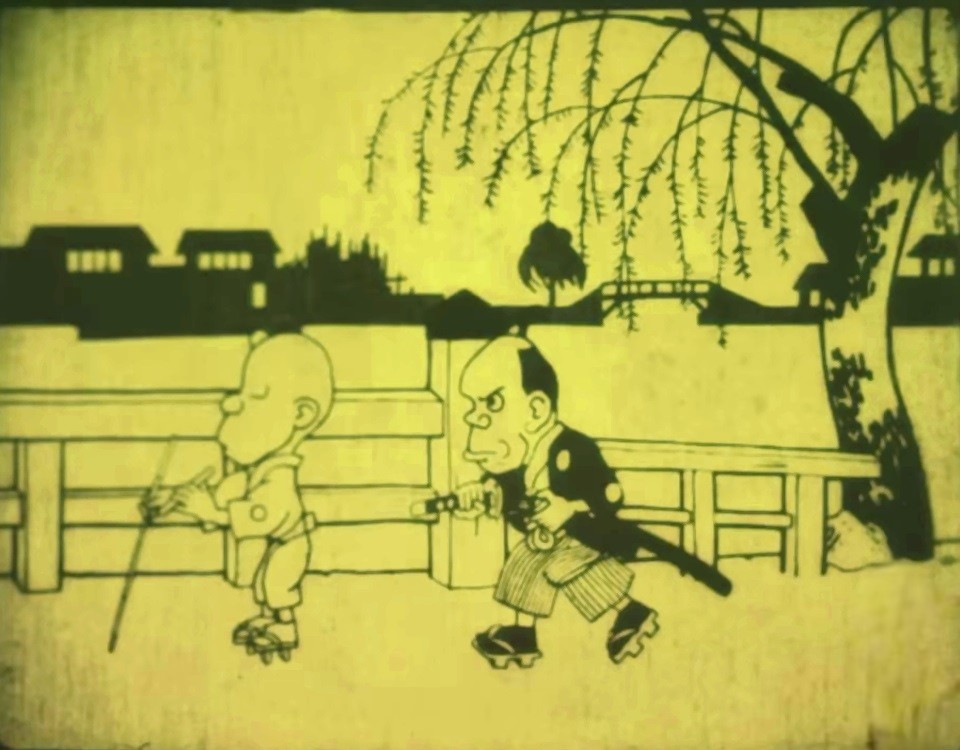
《塙凹內名刀之巻》是一部於1917年上映的日本短篇動畫，被確定為日本現存最古老的動畫作品之一。

傳統上虛構包括長篇小說、短篇故事、寓言、傳說、神話、童話、史詩和敘事詩、戲曲劇本（包括歌劇、音樂劇、戲劇、傀儡戲和各種戲劇舞蹈）。但也包括漫畫雜誌和許多動畫、定格動畫、日本動畫、日本漫畫、敘事電影、電子遊戲、廣播劇、電視節目（電視喜劇和劇情片）等。
網際網路對虛構的創作和發行有重大影響，而引出是否有著作權的可性性，讓所有者得以收取版稅。包括自1971年即開始的古騰堡計劃等數位圖書館，讓存於公有領域的文本更容易取得。由廉價家用電腦、網際網路及用戶的創造力等因素結合後，也催生出新的小說形式，例如互動式電腦遊戲或電腦製作的漫畫。網上可找到無數的同人小說論壇，特定虛構世界的忠實追隨者在這類論壇上創作和傳播衍生故事。網際網路也用於部落格小說的開發，一個故事可經部落客以微型小說或是系列部落格形式發布。也有接龍小說，一個故事由不同的作者按順序編寫。或是整個文本可由任一wiki的用戶做修改。

## 按字數劃分
以散文形式撰寫的虛構可按相對長度區分如下：
- 短篇故事：較長短篇故事和中篇小說間的界限並無清楚的定義，[8]通常短篇故事的字數少於7,500
- 中篇小說：通常的字數為17,500到40,000個字；例如羅伯特·路易斯·史蒂文森撰寫的化身博士（1886年）或是約瑟夫·康拉德撰寫的黑暗的心（1899年）[9]
- 長篇小說：40,000字以上

## 虛構產物

### 世界
虛構世界也稱為架空世界，是一個完全由作者所構想的虛幻世界，含有與現實世界不同的元素，包括歷史背景、生物、種族、宗教、語言、地理甚至宇宙觀等都不相同，像J.R.R.托爾金的《魔戒》系列中就有虛構世界。一般來說，科幻、奇幻、武俠以及架空歷史創作中都會有一個虛構世界。

### 歷史
虛構歷史會出現在架空歷史小說中，也就是描述「并非真實發生的虛構历史」的小說，包括历史背景及未来。小说的最大不同在于故事通常会发生在一个作者以某些創作前提（如娛樂性、特定背景等）為本所虚构的或改编的历史。
例如敘述現代人穿越到過去的穿越小说，若又和歷史人物或事件有關，就算是架空歷史小說，例如美国作家马克·吐温的长篇小说《康州美國佬大鬧亞瑟王朝》，就是敘述康州的工程師穿越到英國亞瑟王朝的故事。

### 國度
虛構國度是一個由創作者創造的虛構國家，在現實中並不存在，通常出現在文學、電影、電視劇、漫畫、遊戲等媒介中。虛構國度可以有自己的地理位置、歷史、政治體系、文化、經濟等方面的特點。虛構國度不同於現實中的國家，其存在僅在作品中被描述，通常不具備真實的歷史或文化背景。但不排除在極少數情況下由個人純粹出於娛樂目的而編造出一個虛構國家的可能性。

### 角色
指任何僅出現在小說、動漫等作品中的人物、人格面具及身份。在小說中創建角色與人物的過程被稱作「角色塑造」。

### 語言
為一部分虛構設定的人工語言，例如在書籍或電影裡所虛構設定的語言，虛構語言的本意是為一個虛構世界而設定的語言，且通常為與它們相關聯的虛構世界予以更多的深度和合理性的表現來設計。

### 兵器
在文學作品、傳說、神話或遊戲中出現的各種於現實中不存在的兵器。中國古典小說《三國演義》中關羽所持的青龍偃月刀 、張飛所持的丈八蛇矛即為此屬。

### 宗教
虛構宗教指一種虛構的宗教、教派、或邪教，多出現在科幻小說、電影等，也可能是對某些宗教的惡搞，如飛行麵條怪；或是屬於网络文化且有網民集體參與的惡搞，如春哥教。
一些虚构宗教的创建目的，则在于讽刺或反驳某些亲宗教的言论。其立论思路一般为：如果支持某项宗教的论证可被相等地应用于另一个特定虚构宗教，那么其理论一定存在明显的荒谬之处。该类虚构宗教的典型是飞行面条怪。该教被用来反讽所谓的智能设计论。

### 書籍
虛構書籍是指在戲劇、電影或是文學作品中出現，但實際上不存在的書籍。在虛構作品中可能會為了增加真實性或是其深度而在其中創作書籍。例如乔治·奥威尔的小說《一九八四》中就有由虛構人物爱麦虞埃尔·果尔德施坦因所寫的書籍《寡頭政治集體主義的理論與實踐》，其中就有小說中相關概念的背景。

### 設定
虛構設定是故事發生的時間、地點和情況。它包括角色經歷的物理環境和影響角色的社會慣例。該設置可能類似於角色，因為它具有特定的特徵、經歷，並影響故事情節的行動。